# シグマインターナショナル
シグマインターナショナル株式会社は、トラック、建機などの買取・販売・輸出を行う日本の企業である。
トラックの買取、販売、輸出などを行っている会社で2010年に創業。
本社は神奈川県横浜市中区。拠点は名古屋、神戸、福岡にありそれぞれヤードを地域ごとに備えている。
また近年では車両のリース・レンタルサービス業なども手掛けている。取扱台数としては2020年度で約3000台。
コーポレートサイトのほか、トラックなどの商用車買取を専門としたウェブサイト「トラック買取ねっと」などの運営を行っている。

## 事業
- トラックの買取・販売・輸出
- 事故車・不動車の買取
- 車両部品販売
- 車両レンタル・リース

## 拠点
本社　神奈川県横浜市中区日本大通18番地 KRCビルディング7階
営業所
- 名古屋営業所　愛知県名古屋市
- 神戸営業所　　兵庫県神戸市
- 福岡営業所　　福岡県北九州市

保管場所（ヤード）
- 北関東ヤード
- 神戸ヤード
- 福岡ヤード
- 名古屋ヤード

## 免許・許認可
神奈川公安委員会古物商許可 第451310003894号